# Elaine Thompson-Herah
Elaine Thompson-Herah (Manchester, 28 giugno 1992) è una velocista giamaicana, campionessa olimpica dei 100 e 200 metri piani a Rio de Janeiro 2016 e Tokyo 2020.
Detiene il record giamaicano dei 100 metri piani con il tempo di 10"54, stabilito il 21 agosto 2021 al Prefontaine Classic di Eugene, nonché il record olimpico con il tempo di 10"61, stabilito il 31 luglio 2021 nella finale dei Giochi olimpici di Tokyo.

## Biografia
Nativa della Parrocchia di Manchester, da giovane ha studiato nella Christiana High School ed in seguito presso la Manchester High School.

### Le Olimpiadi di Rio de Janeiro 2016
Il 13 agosto la Thompson si conferma la miglior velocista del momento, quando conquista l'oro nei 100 m piani con un tempo di 10"71, davanti alla statunitense Tori Bowie e alla connazionale nonché due volte campionessa olimpica Shelly-Ann Fraser-Pryce.

### Le Olimpiadi di Tokyo 2020
Cinque anni più tardi, alle Olimpiadi rinviate di un anno a causa della pandemia di COVID-19, la Thompson si riconferma la miglior velocista al mondo, conquistando l'oro nei 100 m piani, nei 200 m piani e nella staffetta 4x100 metri.

## Progressione

### 100 metri piani
| Stagione | Tempo | Luogo    | Data      | Rank. Mond. |
| -------- | ----- | -------- | --------- | ----------- |
| 2023     | 11"23 | Kingston | 24-6-2023 |             |
| 2022     | 10"79 | Eugene   | 28-5-2022 | 3ª          |
| 2021     | 10"54 | Eugene   | 21-8-2021 | 1ª          |
| 2020     | 10"85 | Roma     | 17-9-2020 | 1ª          |
| 2019     | 10"73 | Kingston | 21-6-2019 | 2ª          |
| 2018     | 10"93 | Doha     | 4-5-2018  | 6ª          |
| 2017     | 10"71 | Kingston | 23-6-2017 | 1ª          |
| 2016     | 10"70 | Kingston | 1-7-2016  | 1ª          |
| 2015     | 10"84 | Eugene   | 30-5-2015 | 7ª          |
| 2014     | 11"17 | Kingston | 31-5-2014 | 39ª         |
| 2013     | 11"41 | Kingston | 23-2-2013 | 128ª        |

### 200 metri piani
| Stagione | Tempo | Luogo          | Data      | Rank. Mond. |
| -------- | ----- | -------------- | --------- | ----------- |
| 2023     | 23"23 | Gainesville    | 14-4-2023 |             |
| 2022     | 21"97 | Eugene         | 19-7-2022 |             |
| 2021     | 21"53 | Tokyo          | 3-8-2021  | 1ª          |
| 2020     | 22"19 | Kingston       | 9-8-2020  |             |
| 2019     | 22"00 | Kingston       | 23-6-2019 |             |
| 2018     | 22"30 | Gold Coast     | 12-4-2018 | 9ª          |
| 2017     | 21"98 | Eugene         | 27-5-2017 | 3ª          |
| 2016     | 21"78 | Rio de Janeiro | 17-8-2016 | 1ª          |
| 2015     | 21"66 | Pechino        | 28-8-2015 | 2ª          |
| 2014     | 23"23 | Courtrai       | 12-7-2014 | 112ª        |
| 2013     | 23"73 | Kingston       | 6-4-2013  | 342ª        |

## Palmarès

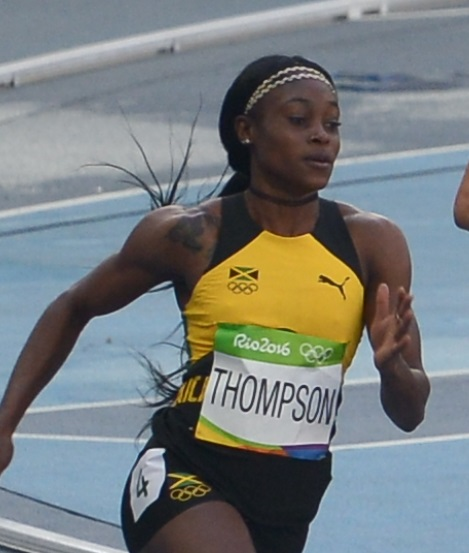
Elaine Thompson-Herah in azione durante i Giochi olimpici di

| Anno | Manifestazione          | Sede           | Evento      | Risultato  | Prestazione | Note                                     |
| ---- | ----------------------- | -------------- | ----------- | ---------- | ----------- | ---------------------------------------- |
| 2013 | Campionati CAC          | Morelia        | 4×100 m     | Oro        | 43"58       |                                          |
| 2014 | Giochi del Commonwealth | Glasgow        | 4×100 m     | Oro        | 41"83       | Record dei Giochi                        |
| 2015 | Mondiali                | Pechino        | 200 m piani | Argento    | 21"66       | Miglior prestazione personale            |
| 2015 | Mondiali                | Pechino        | 4×100 m     | Oro        | 41"07       | Record dei campionati                    |
| 2016 | Mondiali indoor         | Portland       | 60 m piani  | Bronzo     | 7"06        |                                          |
| 2016 | Giochi olimpici         | Rio de Janeiro | 100 m piani | Oro        | 10"71       |                                          |
| 2016 | Giochi olimpici         | Rio de Janeiro | 200 m piani | Oro        | 21"78       | Miglior prestazione mondiale stagionale  |
| 2016 | Giochi olimpici         | Rio de Janeiro | 4×100 m     | Argento    | 41"36       | Miglior prestazione personale stagionale |
| 2017 | World Relays            | Nassau         | 4×200 m     | Oro        | 1'29"04     | Record dei campionati                    |
| 2017 | Mondiali                | Londra         | 100 m piani | 5ª         | 10"98       |                                          |
| 2018 | Mondiali indoor         | Birmingham     | 60 m piani  | 4ª         | 7"08        |                                          |
| 2018 | Giochi del Commonwealth | Gold Coast     | 200 m piani | 4ª         | 22"30       |                                          |
| 2018 | Giochi del Commonwealth | Gold Coast     | 4×100 m     | Argento    | 42"52       |                                          |
| 2019 | World Relays            | Yokohama       | 4×200 m     | Bronzo     | 1'33"21     | Miglior prestazione personale stagionale |
| 2019 | Giochi panamericani     | Lima           | 100 m piani | Oro        | 11"18       |                                          |
| 2019 | Mondiali                | Doha           | 100 m piani | 4ª         | 10"93       |                                          |
| 2019 | Mondiali                | Doha           | 200 m piani | Semifinale | dns         |                                          |
| 2021 | Giochi olimpici         | Tokyo          | 100 m piani | Oro        | 10"61       | Record olimpico · Record nazionale       |
| 2021 | Giochi olimpici         | Tokyo          | 200 m piani | Oro        | 21"53       | Record nazionale                         |
| 2021 | Giochi olimpici         | Tokyo          | 4×100 m     | Oro        | 41"02       | Record nazionale                         |
| 2022 | Mondiali                | Eugene         | 100 m piani | Bronzo     | 10"81       |                                          |
| 2022 | Mondiali                | Eugene         | 200 m piani | 7ª         | 22"39       |                                          |
| 2022 | Mondiali                | Eugene         | 4×100 m     | Argento    | 41"18       | Miglior prestazione personale stagionale |
| 2022 | Giochi del Commonwealth | Birmingham     | 100 m piani | Oro        | 10"95       |                                          |
| 2022 | Giochi del Commonwealth | Birmingham     | 200 m piani | Oro        | 22"02       | Record dei Giochi                        |
| 2022 | Giochi del Commonwealth | Birmingham     | 4×100 m     | Bronzo     | 43"08       |                                          |
| 2023 | Mondiali                | Budapest       | 4×100 m     | Argento    | 41"21       |                                          |

## Campionati nazionali
- 4 volte campionessa nazionale dei 100 m piani (2016, 2017, 2018, 2019)
- 2 volte campionessa nazionale dei 200 m piani (2015, 2019)

## Altre competizioni internazionali
2016
- Vincitrice della Diamond League nella specialità dei 100 m piani (50 punti)

2017
- Vincitrice della Diamond League nella specialità dei 100 m piani

2021
- Oro al Prefontaine Classic ( Eugene), 100 m piani - 10"54
- Vincitrice della Diamond League nella specialità dei 100 m piani

## Riconoscimenti
- Atleta mondiale dell'anno (2021)
- Atleta femminile dell'anno per la rivista Track & Field News (2021)[3]
- Sportiva dell'anno dei Laureus World Sports Awards (2022)[4]